# The Pop Hits
A The Pop Hits a Roxette harmadik legnagyobb slágereit tartalmazó albuma, mely 2003. március 24-én jelent meg a Roxette Recordings és a Capitol Records közös kiadásában. Ez volt a duó második válogatásalbuma a The Ballad Hits után, mely 2002. novemberében jelent meg. Az album nem volt annyira sikeres, mint elődje, bár Top 20-as helyezés volt Skandináviában. Brazíliában az eladások alapján arany helyezést kapott.

## Felvétel és promóció
Per Gessle eredetileg két új dal felvételét tervezte a "The Pop Hits" számára. Az Opportunity Nox című dal az első számú kislemez az albumról, melyet a Tits & Ass Stúdióban rögzítettek Halmstadban 2002. március 4-én. A felvételt 2002. októberében átvitték a stockholmi EMI Stúdióba, egy hónappal azután, hogy Fredrikssonnál agydaganatot diagnosztizáltak. A betegsége miatt a dalokban keveset hallani Fredriksson énekhangját. A betegség egy másik dal felvételét is befolyásolta, amelyet ezen a válogatáson kívántak megjelentetni, az "I Like It Like That" című dalt Marie betegsége miatt nem volt lehetőségük rögzíteni, de a dal később megjelent Gessle 2005-ös "Son of the Plumber című albumát. Ehelyett a lemez a "Little Miss Sorrow" című dallal zárul, mely a duó 1999-es "Have a Nice Day" című albumán is szerepel. Az albumról kimásolt Opportunity Nox című dalt 2003. február 25-én jelentették meg, melyben az egyetlen kívülálló producer, Kristoffer Diös is közreműködött.

## Számlista
Az összes szám szerzője Minden dalt Per Gessle írt.. 
| 1.    | Opportunity Nox                                                                       | 2:59 |
| 2.    | The Look (from Look Sharp!, 1988)                                                     | 3:58 |
| 3.    | Dressed for Success (US Single Mix; from Look Sharp!)                                 | 4:12 |
| 4.    | Dangerous (Remastered Single Version; from Look Sharp!)                               | 3:50 |
| 5.    | Joyride (Single Edit; from Joyride, 1991)                                             | 4:01 |
| 6.    | The Big L. (from Joyride)                                                             | 4:30 |
| 7.    | Church of Your Heart (Remastered Version, from Joyride)                               | 3:23 |
| 8.    | How Do You Do! (from Tourism, 1992)                                                   | 3:12 |
| 9.    | Sleeping in My Car (Single Edit; from Crash! Boom! Bang!, 1994)                       | 3:33 |
| 10.   | Run to You (Remastered Version; from Crash! Boom! Bang!)                              | 3:39 |
| 11.   | June Afternoon (from Don't Bore Us, Get to the Chorus! Roxette's Greatest Hits, 1995) | 4:19 |
| 12.   | Stars (Remastered Version; from Have a Nice Day, 1999)                                | 3:57 |
| 13.   | The Centre of the Heart (Remastered Version; from Room Service, 2001)                 | 3:22 |
| 14.   | Real Sugar (from Room Service)                                                        | 3:17 |
| 15.   | Little Miss Sorrow                                                                    | 3:54 |
| 56:06 |                                                                                       |      |

| The Pop Hits – Bonus EP | The Pop Hits – Bonus EP                                                                                  | The Pop Hits – Bonus EP | The Pop Hits – Bonus EP | The Pop Hits – Bonus EP | The Pop Hits – Bonus EP | The Pop Hits – Bonus EP | The Pop Hits – Bonus EP | The Pop Hits – Bonus EP | The Pop Hits – Bonus EP |
| #                       | Cím | Hossz                   |                         |                         |                         |                         |                         |                         |                         |
| ----------------------- | --- | ----------------------- | ----------------------- | ----------------------- | ----------------------- | ----------------------- | ----------------------- | ----------------------- | ----------------------- |
| 1.                      | Stupid (Roxette Version; korábban nem jelent meg.)                                                       | 3:25                    |                         |                         |                         |                         |                         |                         |                         |
| 2.                      | Makin' Love to You (Have a Nice Day outtake; korábban nem jelent meg.)                                   | 3:52                    |                         |                         |                         |                         |                         |                         |                         |
| 3.                      | Better Off on Her Own (Have a Nice Day outtake; korábban a "Stars" című kislemez B. oldalán jelent meg.) | 2:50                    |                         |                         |                         |                         |                         |                         |                         |
| 4.                      | Bla Bla Bla Bla Bla (You Broke My Heart) (Room Service outtake; korábban nem jelent meg.)                | 3:24                    |                         |                         |                         |                         |                         |                         |                         |
| 13:31                   | |                         |                         |                         |                         |                         |                         |                         |                         |

## Slágerlista
| Slágerlista (2003)                    | Legjobb helyezések |
| ------------------------------------- | ------------------ |
| Ausztria (Ö3 Austria)                 | 32                 |
| Belgium (Ultratop Flanders)           | 17                 |
| Dánia (Hitlisten)                     | 17                 |
| Hollandia (Album Top 100)             | 27                 |
| Finnország (Suomen virallinen lista ) | 40                 |
| Németország (Offizielle Top 100)      | 22                 |
| Norvégia (VG-lista)                   | 13                 |
| Skócia (OCC)                          | 96                 |
| Spanyolország (Promúsicae)            | 29                 |
| Svédország (Sverigetopplistan)        | 16                 |
| Svájc (Schweizer Hitparade)           | 27                 |
| Egyesült Királyság (OCC)              | 84                 |

## Minősítések
| Ország                       | Minősítés | Eladások |
| ---------------------------- | --------- | -------- |
| Brazília (Pro-Música Brazil) | arany     | 50.000   |